# Kerophora brunnea
Kerophora brunnea är en tvåvingeart som beskrevs av Brown 1988. Kerophora brunnea ingår i släktet Kerophora och familjen puckelflugor.
Artens utbredningsområde är Alberta. Inga underarter finns listade i Catalogue of Life.